# Damon Edge
 (juillet 2011).
- Si vous ne connaissez pas le sujet, laissez ce bandeau (vous pouvez alors contacter les auteurs).
- Si vous supprimez le contenu mis en cause (vous pouvez préalablement contacter les auteurs),

argumentez précisément cette suppression dans la page de discussion
(un manque de référence n'est pas un argument ; une recherche réelle de référence doit avoir été effectuée, être formellement documentée).
Damon Edge (Thomas Edward Wisse) né le 12 novembre 1949 à Los Angeles (Californie) et mort le 11 août 1995 à Los Angeles (Californie), est un des membres fondateurs du groupe Chrome. Après avoir partagé le pilotage de Chrome avec Helios Creed, de 1976 à 1984, il entame une carrière solo. Il élabore alors une musique plus synthétique, moins agressive que celle de Chrome, et se dirige plutôt vers des ambiances éthérées, avec parfois des ballades mélancoliques.
En 1995, il est retrouvé mort dans son appartement à Los Angeles, à la suite d'une crise cardiaque.

## Discographie
Damon Edge, en solo, a édité des albums sous son nom mais aussi sous le nom de Chrome, alors qu'Helios Creed n'y a pas contribué. Cette discographie est donnée par ordre chronologique de tous les albums de Damon Edge en solo, le nom sous lequel l'album est sorti figure entre parenthèses.
- Into The Eyes Of The Zombie King (Chrome) 1984
- Liquid Forrest (Chrome) 1984
- Alliance (Damon Edge) 1985
- The Wind Is Talking (Damon Edge) 1985
- Another World (Chrome) 1985
- The Lyon Concert (Chrome) 1985
- Grand Visions (Damon Edge) 1986
- Eternity (Chrome) 1986
- Dreaming In Sequences (Chrome) 1986
- The Surreal Rock (Damon Edge) 1987
- Alien Soundtracks 2 (Chrome) 1989
- Live In Germany (Chrome) 1989
- Mission Of The Entranced (Chrome) 1990
- One Million Eyes (Chrome) 1991
- The Clairaudient Syndrome (Chrome) 1994